# قيد (رياضيات)
القيد في الرياضيات شرط يجب تحقيقه في مسألة الاستمثال والتي يجب أن يستوفيها الحل. هناك عدة أنواع من القيود - في المقام الأول قيود المساواة، وقيود التباين، والقيود الصحيحة. تسمى مجموعة الحلول المرشحة التي تلبي جميع القيود المجموعة المجدية.